# Чемпионат России по плаванию 2003
Чемпионат России по плаванию 2003 года прошёл с 21 по 25 апреля в СК «Олимпийский», Москва.
Турнир был отборочным на чемпионат мира в Барселоне. Президиумом всероссийской федерации плавания был утвержден состав из 28 спортсменов, под вопросом оставалось участие Романа Слуднова.

### Мужчины

#### 50 м вольный стиль
Александр Попов (Москва-1) — 22,17

 Денис Пиманков (ХМАО — Омская область) — 23,08

 Леонид Хохлов (Санкт-Петербург-1 — Ульяновская область) — 23,24

#### 100 м вольный стиль
Александр Попов (Москва-1) — 49,27

 Денис Пиманков (ХМАО — Омская область) — 50,04

 Андрей Капралов (Санкт-Петербург-1) — 50,24

#### 200 м вольный стиль
Максим Кузнецов (Калужская область) — 1.49,83

 Андрей Капралов (Санкт-Петербург-1) — 1.50,43

 Юрий Прилуков (Свердловская область — Самарская область) — 1.50,69

#### 400 м вольный стиль
Юрий Прилуков (Свердловская область — Самарская область) — 3.51,28

 Алексей Филипец (Ростовская область) — 3.54,01

 Илья Никитин (Волгоградская область — Алтайский край) — 3.54,85

#### 800 м вольный стиль
Юрий Прилуков (Свердловская область — Самарская область) — 7.57,52

 Алексей Филипец (Ростовская область) — 8.01,12

 Владимир Дятчин (Липецкая область) — 8.05,45

#### 1500 м вольный стиль
Юрий Прилуков (Свердловская область — Самарская область) — 15.24,70

 Алексей Филипец (Ростовская область) — 15.28,30

 Алексей Ковригин (Краснодарский край) — 15.30,61

#### 50 м на спине
Аркадий Вятчанин (Ростовская область — Коми) — 25,91

 Дмитрий Смирнов (Санкт-Петербург-1) — 26,39

 Владислав Аминов (Красноярский край — Омская область-1) — 26,62

#### 100 м на спине
Аркадий Вятчанин (Ростовская область — Коми) — 55,40

 Евгений Алёшин (Нижегородская область) — 55,84

 Дмитрий Смирнов (Санкт-Петербург-1) — 56,13

#### 200 м на спине
Евгений Алёшин (Нижегородская область) — 1.59,49

 Аркадий Вятчанин (Ростовская область — Коми) — 2.00,43

 Кирилл Мишенин (Приморский край) — 2.05,21

 Михаил Гвоздев (Ростовская область) — 2.05,21

#### 50 м брасс
Роман Слуднов (Омская область-1) — 28,63

 Сергей Бебякин (Санкт-Петербург-1) — 28,83

 Андрей Иванов (Санкт-Петербург-1) — 29,11

#### 100 м брасс
Дмитрий Коморников (Москва-1) — 1.01,64

 Роман Ивановский (Самарская область) — 1.02,55

 Андрей Иванов (Санкт-Петербург-1) — 1.02,75
Роман Слуднов не попал в финал заплыва.

#### 200 м брасс
Андрей Иванов (Санкт-Петербург-1) — 2.13,72

 Дмитрий Коморников (Москва-1) — 2.13,85

 Григорий Фалько (Санкт-Петербург-2) — 2.14,50

#### 50 м баттерфляй
Евгений Коротышкин (Москва-1) — 23,86

 Николай Скворцов (Калужская область) — 24,69

 Игорь Марченко (Санкт-Петербург-1 — Ростовская область) — 24,72

#### 100 м баттерфляй
Игорь Марченко (Санкт-Петербург-1 — Ростовская область) — 52,91

 Евгений Коротышкин (Москва-1) — 53,23

 Николай Скворцов (Калужская область) — 53,72

#### 200 м баттерфляй
Анатолий Поляков (Ростовская область — Коми) — 1.57,20

 Николай Скворцов (Калужская область) — 2.00,41

 Андрей Сырых (Ставропольский край) — 2.02,37

#### 200 м комплексное плавание
Алексей Зацепин (Татарстан) — 2.03,17

 Игорь Березуцкий (Волгоградская область-1) — 2.03,45

 Сергей Прохоров (Ульяновская область) — 2.05,52

#### 400 м комплексное плавание
Игорь Березуцкий (Волгоградская область-1) — 4.19,93

 Вадим Лымарев (Волгоградская область-1) — 4.24,75

 Сергей Прохоров (Ульяновская область) — 4.24,90

#### Эстафета 4×100 м вольный стиль
Омская область-1 (Максим Виноградов, Дмитрий Чернышев, Иван Усов, Владислав Аминов) — 3.24,53

 Санкт-Петербург-1 (Леонид Хохлов, Тарас Кит, Павел Королёв, Андрей Капралов) — 3.27,45

 Москва-1 (Павел  Балашов, Антон Степанов, Юрий Уфимцев, Евгений Коротышкин) — 3.28,24

#### Эстафета 4×200 м вольный стиль
Санкт-Петербург-1 (Андрей Капралов, Илья Жаров, Алексей Василенок, Павел Королёв) — 7.34,05

 Москва-1 (Павел Балашов, Андрей Крылов, Антон Степанов, Юрий Уфимцев) — 7.36,86

 Волгоградская область-1 (Денис Родкин, Илья Никитин, Валентин Уманец, Виталий Романович) — 7.37,49

#### Эстафета 4×100 м комбинированная
Москва-1 (Владимир Нартов, Дмитрий Коморников, Евгений Коротышкин, Павел Балашов) — 3.43,82

 Санкт-Петербург-1 (Дмитрий Смирнов, Сергей Бебякин, Илья Скрыдлов, Андрей Капралов) — 3.43,86

 Омская область-1 (Владислав Аминов, Сергей Герасимов, Дмитрий Чернышев, Иван Усов) — 3.44,21

### Женщины

#### 50 м вольный стиль
Марина Чепуркова (Москва-1) — 25,76

 Любовь Юдина (Волгоградская область-1) — 26,14

 Светлана Федулова (Санкт-Петербург-1 — Коми) — 26,4

#### 100 м вольный стиль
Марина Чепуркова (Москва-1) — 56,31

 Любовь Юдина (Волгоградская область-1) — 57,01

 Екатерина Насырова (Самарская область — Свердловская область) — 57,13

#### 200 м вольный стиль
Дарья Паршина (Волгоградская область — Пензенская область) — 2.01,60

 Регина Сыч (Камчатская область — Волгоградская область-1) — 2.02,25

 Полина Шорникова (Волгоградская область — Кировская область) — 2.02,81

#### 400 м вольный стиль
Регина Сыч (Камчатская область — Волгоградская область-1) — 4.13,00

 Дарья Паршина (Волгоградская область — Пензенская область) — 4.13,74

 Полина Шорникова (Волгоградская область — Кировская область) — 4.16,00

#### 800 м вольный стиль
Регина Сыч (Камчатская область — Волгоградская область-1) — 8.36,77

 Мария Булахова (Волгоградская область-1) — 8.44,30

 Ирина Коровина (Москва-1 — Коми) — 8.45,72

#### 1500 м вольный стиль
Регина Сыч (Камчатская область — Волгоградская область-1) — 16.36,82

 Мария Булахова (Волгоградская область-1) — 16.39,76

 Анастасия Иваненко (Коми) — 17.03,13

#### 50 м на спине
Наталья Обвинцева (Челябинская область) — 29,75

 Анна Гузовская (Башкортостан) — 29,85

 Вера Пентер (Ленинградская область) — 30,13

#### 100 м на спине
Станислава Комарова (Москва-1) — 1.02,03

 Наталья Обвинцева (Челябинская область) — 1.04,06

 Ирина Раевская (Пензенская область) — 1.04,33

#### 200 м на спине
Станислава Комарова (Москва-1) — 2.10,60

 Ирина Раевская (Пензенская область) — 2.18,07

 Яна Толкачева (Волгоградская область — Кировская область) — 2.18,21

#### 50 м брасс
Елена Богомазова (Санкт-Петербург-1) — 31,79 РР

 Екатерина Кормачёва (Москва-1) — 32,48

 Светлана Карпеева (ХМАО — Омская область) — 33,3 0

#### 100 м брасс
Екатерина Кормачёва (Москва-1) — 1.10,30

 Елена Богомазова (Санкт-Петербург-1) — 1.10,59

 Марина Муравьева (Москва-2 — Пензенская область) — 1.12,07

#### 200 м брасс
Елена Богомазова (Санкт-Петербург-1) — 2.30,06

 Ксения Верещагина (Волгоградская область-1 — Кировская область) — 2.30,95

 Екатерина Кормачёва (Москва-1) — 2.31,56

#### 50 м баттерфляй
Василиса Владыкина (Омская область-1) — 27,37

 Анна Гузовская (Башкортостан) — 27,53

 Наталья Сутягина (Пензенская область) — 27,67

#### 100 м баттерфляй
Наталья Сутягина (Пензенская область) — 59,93

 Ирина Беспалова (Санкт-Петербург-1 — Архангельская область) — 1.00,69

 Екатерина Виноградова (Москва-1) — 1.01,53

#### 200 м баттерфляй
Екатерина Виноградова (Москва-1) — 2.14,48

 Татьяна Луценко (Самарская область) — 2.17,19

 Мария Булахова (Волгоградская область-1) — 2.18,65

#### 200 м комплексное плавание
Яна Толкачева (Волгоградская область — Кировская область) — 2.17,90

 Светлана Карпеева (ХМАО — Омская область) — 2.18,03

 Яна Мартынова (Татарстан) — 2.18,79

#### 400 м комплексное плавание
Яна Толкачева (Волгоградская область — Кировская область) — 4.45,64

 Яна Мартынова (Татарстан) — 4.46,29

 Олеся Кот (ХМАО) — 4.59,32

#### Эстафета 4×100 м вольный стиль
Волгоградская область-1 (Любовь Юдина, Дарья Паршина, Полина Шорникова, Регина Сыч) — 3.48,90

 Москва-1 (Алиса Гаврилова, Марина Чепуркова, Ирина Коровина, Анастасия Важенина) — 3.51,24

 Свердловская область (Александра Куликова, Юлия Беляева, Наталья Шестакова, Наталья Шалагина) — 3.55,15

#### Эстафета 4×200 м вольный стиль
Волгоградская область-1 (Полина Шорникова, Дарья Белякина, Лариса Ильченко, Регина Сыч) — 8.19,65

 Свердловская область (Наталья Шестакова, Юлия Семёнова, Александра Куликова, Наталья Шалагина) — 8.27,93

 Москва-2 (Елена Симонова, Татьяна Сотникова, Юлия Звезинцева, Екатерина Селиверстова) — 8.33,28

#### Эстафета 4×100 м комбинированная
Москва-1 (Станислава Комарова, Екатерина Кормачева, Екатерина Виноградова, Марина Чепуркова) — 4.12,82

 ХМАО (Алина Холтобина, Светлана Карпеева, Ирина Жибурт, Олеся Кот) — 4.22,43

 Свердловская область (Светлана Шалагина, Вероника Бузинова, Юлия Семёнова, Наталья Шалагина) — 4.23,71